# Letteratura turca

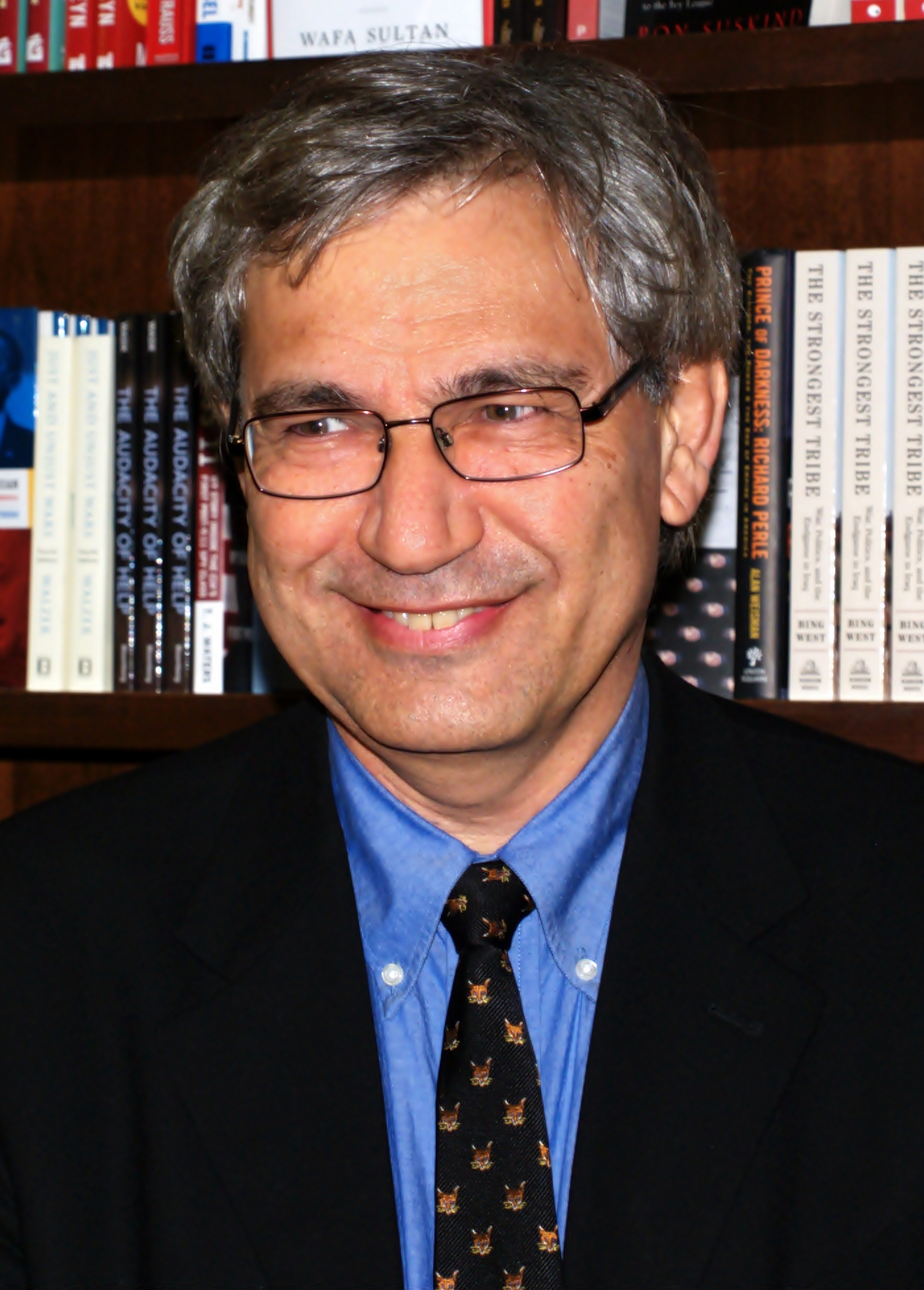
Orhan Pamuk, vincitore del Premio Nobel 2006

Con la definizione di letteratura turca si intende tutta la produzione letteraria che le diverse tribù di origine e di lingua turca hanno creato durante l'arco della loro storia a partire dal VI secolo nelle diverse zone geografiche del pianeta da loro abitate.
Le tribù turche, infatti, per lunghi secoli furono nomadi nelle steppe della Mongolia (secoli VI-XI), loro patria di origine. Poi, intorno all'XI secolo, si convertirono all'Islam, si infiltrarono da oriente nel cadente impero arabo, dove in breve tempo  fondarono delle dinastie indipendenti che, sebbene  formalmente soggette al califfo di Baghdad, per molti secoli regnarono dall'India al Mediterraneo. Le più famose dinastie sono quella dei Selgiuchidi (secoli XI-XIII), che regnarono sulla Persia, la Mesopotamia e sulla Siria, quelle dei vari sultani di Delhi in India (secoli XIII-XVI) e quella dei Mamelucchi in Egitto (secoli XIII-XVIII). In ultimo, i Selgiuchidi della Siria vinsero l'Impero bizantino, conquistarono Anatolia e vi fondarono il Sultanato di Rum (secoli XI-XIII), il primo stato turco politicamente indipendente. All'estinzione dei Selgiuchidi, il potere del Sultanato di Rum passò alla dinastia ottomana che, presa Bisanzio nel 1453, fondò l'impero ottomano (secoli XV-XX), dalle ceneri del quale è sorta la repubblica Turchia moderna (secoli XX-XXI).
Con la definizione di letteratura turca, quindi, non si intende solo quella composta in Anatolia in età ottomana o oggi nella Turchia odierna, ma anche quella composta nei secoli precedenti in Mongolia, in Persia, in Siria, in Egitto, in Azerbaigian, e nelle altre zone un tempo soggette al dominio turco. Ognuna di queste letterature, a sua volta, è composta in una specifica variante della lingua turca (essenzialmente tre, turco chagatai, turcomanno e turco propriamente inteso).
L'evento capitale della storia turca è stato ovviamente l'incontro con l'islam, e non solo per motivi religiosi: esso, infatti, sottopose i turchi a un secolare processo di persianizzazione (secoli X-XIX) che ha finito per modificare radicalmente la lingua, la poesia, la cultura e lo stile di vita dei turchi originariamente nomadi. Sebbene sia attestata una produzione poetica precedente all'Islam, infatti, si può dire che la grande poesia turca, quella 'classica', sia nata in età islamica e all'ombra della letteratura persiana, tanto da sembrarne quasi un'infinita, elegantissima variazione. La poesia persiana, d'altronde, che si era imposta brevemente in tutto l'oriente islamico dall'XI secolo, si era sviluppata nelle stesse epoche e negli stessi territori di quella turca, quindi l'influenza sui turchi è diretta: non è un caso che siano proprio due grandi poeti persiani quali Gialal al-Din Rumi (XIII secolo) e Giami (XV secolo) due punti di riferimento importanti per la poesia turca, sia in Persia, sia in Anatolia, ma non solo. Per questo scrittori bilingui (persiano-turco) sono comunissimi dagli esordi sino a tutto il periodo ottomano: spesso i poemi persiani classici vennero letteralmente "rifatti" in turco ottomano, venendo imitati temi e motivi, personaggi e persino i titoli delle opere originali.
Nel XIX e nel XX secolo, dopo la Nahda e dopo il crollo dell'impero ottomano, la letteratura turca ha subito in Turchia un profondo rinnovamento, sia con l'introduzione dei generi letterari europei sia con l'uso di schemi metrici liberi, non vincolati dalla tradizione persiana, riforme appoggiate da Mustafa Kemal Atatürk, padre della moderna repubblica turca, negli Anni 20-30, il quale promosse la depersianizzazione e la dearabizzazione della lingua turca e l'abbandono dell'alfabeto arabo in favore di quello latino, nel tentativo di trovare per la Turchia moderna una sua fisionomia culturale moderna e laica.
Nel 2006 Orhan Pamuk è stato insignito del Nobel.

## La letteratura turca: questioni generali

### La periodizzazione
Nella loro peregrinazioni dalla Mongolia al Mediterraneo, durate l'arco di un millennio, i turchi sono venuti in contatto con miriadi di culture, religioni e tradizioni diverse. Ad esse i turchi si sono continuamente adattati, ma hanno sempre conservato una specifica consapevolezza culturale e una propria lingua, abbastanza unitaria nell'uso generale (fatto importante, questo, considerando la vastità delle zone geografiche in cui i popoli turchi si sono estesi).
In linea generale si può dire che la storia e la letteratura turche sia dividano in tre grandi periodi
1) Il primo (età antica, VI-X secolo), comprende l'età preislamica in cui le varie tribù turche erano ancora nomadi nelle steppe della Mongolia, la loro terra d'origine. È chiaramente testimoniata fin da questa epoca l'esistenza di una poesia ispirata dal manicheismo persiano e composta in alfabeto uigurico (gli Uiguri sono una delle più importanti e antiche stirpi turche) il cui uso continuerà ancora nel XV secolo.
2) Il secondo periodo (età classica, secoli XI-XVIII) dura circa ottocento anni e inizia quando, intorno al 1000, orde di tribù turche, al seguito di Toghrul Beg, si riversarono nel cadente impero arabo e, senza abolire il Califfato di Baghdad, ne assunsero di fatto il potere e diedero vita a una miriade di regni indipendenti di cultura persiana. È questa l'età delle grandi dinastie turche dei Mamelucchi, che dominarono l'Egitto per 500 anni (1250-1798), quella dei Selgiuchidi, grandi signori della Persia e della Siria per 300 anni (1000-1258), e quelle succedutesi al Sultanato di Delhi per altri 300 anni (1206-1526). Furono i selgiuchidi della Siria, in ultimo, a 'venire allo scoperto' e, vinta Bisanzio al battaglia di Manzicerta (1071), dilagarono in Anatolia: qui fondarono il Sultanato di Rum (cioè di Roma, cioè di Bisanzio), primo Stato turco politicamente autonomo. Estinti i selgiuchidi, il potere passò alla dinastia degli ottomani che, presa Bisanzio nel 1453, divennero signori dell'antico l'Impero bizantino.
L'età classica corrisponde non solo alla conversione dei turchi all'Islam, ma soprattutto a una pervasiva persianizzazione della cultura turca tout court, la poesia in primis, che è stata fondamentale per il suo sviluppo.
3) Il terzo periodo comprende l'età moderna (secoli XIX-XXI), iniziata con la Nahda dei popoli arabi, proseguita con lo sgretolarsi dell'impero ottomano alla fine della prima guerra mondiale (1914-1918) e terminata con la fondazione della repubblica turca per volontà di Mustafa Kemal Atatürk (1922). La cui politica culturale fu volta a deislamizzare (cioè depersianizzare) la lingua e a sostituire l'alfabeto arabo con quello latino, dando nel 1928 vita al nuovo alfabeto turco. È l'età del rinnovamento, la fine della poesia tradizionale persiana, dell'introduzione del verso libero, dei generi europei e della stampa, della nascita della cultura turca moderna, nazionalista e laica.

### La questione degli alfabeti, della metrica classica e delle diverse lingue turche
- Nella sua storia la letteratura turca è stata scritta in diversi alfabeti, principalmente tre: l'uigurico (in età antica), l'arabo (in età classica) e il latino (in età moderna). Il più antico è l'alfabeto uigurico, ovviamente, dell'era preislamica, ma ancora conosciuto nell'XI secolo e anche presso i Mongoli. Tuttavia, quando nel 1000 i turchi si convertirono all'Islam, mutuarono dalla Persia, assieme alla poesia, anche l'alfabeto, come la Persia aveva fatto dagli Arabi. Se questo processo per il persiano si era rivelato proficuo, lo stesso non si può dire però per il turco: infatti, se è vero che la lingua araba è semitica e il persiano è indoeuropeo e che hanno strutture del tutto diverse, è anche vero che l'uso dell'alfabeto arabo in persiano si era rivelato fruttuoso e, anzi, aveva risolto in Persia il millenario problema della scrittura. Il turco, invece, è una lingua altaica, di struttura agglutinante e dalla struttura fonetica del tutto diversa, ed esso si è adattato a fatica all'alfabeto arabo: non a caso è stato abbandonato nel 1928 in favore di quello latino che si adatta molto meglio a riprodurre i suoni della lingua turca.

- Stesse difficoltà di adattamento, come intuibile, si riscontrano nella metrica. Il 'vero' verso della poesia turca, anche in questo caso, è quello testimoniato dalla poesia preislamica, un verso sillabico e tonale. Con l'adozione dei metri persiani in età classica, invece, tutto mutò, ma l'adattamento dei metri persiani in turco non fu del tutto indolore come per il persiano. Il persiano, infatti, si era adattato alla metrica araba poiché entrambe le lingue sono quantitative (come il latino e il greco, ad esempio), mentre il turco è una lingua tonale e non può adattarsi se non a fatica a quella struttura metrica. Il difficile processo di trasposizione della metrica dal persiano al turco fu curato dal poeta Yusuf, col suo poema La scienza della Fortuna (1060 circa), dove l'autore considera brevi le vocali in sillaba aperta e lunghe quella in sillaba chiusa, un processo lambiccato, che pure diverrà la regola dei secoli successivi. Più in generale, specie in alcune epoche, l'uso di metri arabo-persiani è stato possibile spesso grazie all'altissimo numero di prestiti lessicali dall'arabo e dal persiano, che aiutano a mantenere in piedi la struttura ritmica del verso.
- Riguardo alle lingue, bisogna dire invece che per letteratura turca si intendono propriamente tutte le letterature composte nelle varie lingue turche, le quali sono varianti di una stessa antica lingua comune, abbastanza simili, invero, da essere intellegibili l'una con l'altra. La letteratura turca è composta principalmente in tre diverse varianti che si sono sviluppate in zone diverse e in tempi diversi.
- 1) La prima è la lingua chagatai, sviluppatasi in Persia in età timuride (1380-1501), lingua di grandissimo prestigio in oriente sebbene ora estinta: essa appartiene al ramo karluk delle lingue turche (cioè il ramo sud-orientale) ed è imparentata con l'uiguro e con l'uzbeko.
- 2) La seconda è il turcomanno, invece, che appartiene al ramo delle lingue oghuz (sud-occidentali) ed è imparentato con l'azero, con il tataro di Crimea, con il qashqai, con il pecenego, con il turco, ed altre ancora. Anche il turcomanno si è sviluppato in età timuride, come il chagatai, ma in Azerbaigian, e solo in un secondo momento ha attecchito in Persia (in età safavide, 1501-1722).
- 3) Il terzo è il turco, propriamente inteso che, anche se affine al turcomanno, come accennato, si è sviluppato in Anatolia con la nascita dell'impero ottomano (1453-1922). Il turco, a sua volta, si divide in turco ottomano e in turco moderno: il primo è la lingua dell'amministrazione dell'impero ottomano e della grande poesia dell'età imperiale, quasi interamente costituita di persianismi e di adattamenti dal persiano; il turco moderno invece è la lingua dell'odierna repubblica turca (dal 1922), epurata dall'influsso persiano e scritta in alfabeto latino, una lingua profondamente diversa, sebbene sia, nel nucleo e nelle strutture, la stessa di quella ottomana e selgiuchide. È una lingua piena di molti europeismi, accolti con favore per sostituire le voci persiane.
- In sostanza non si parla mai di letteratura turca in modo monolitico, ma sempre, ad esempio, di lingua turca chagatai in alfabeto uiguro o arabo, o di lingua turcomanna in alfabeto uiguro o arabo, o di lingua turca moderna in alfabeto latino e via di seguito, con le opportune specificazioni, sempre tenendo conto di quanto detto sopra sulla periodizzazione riguardo all'uso degli alfabeti che grosso modo è valida.

### La metrica e i principali temi della poesia classica
- I metri classici turchi sono quelli persiani, quindi, come questi sono di derivazione araba.
- Tutti i versi rimano obbligatoriamente.
- L'unità di base è il verso (beyt) diviso, come in Persia, quasi sempre in due emistichi (mesra). Bisogna fare qui, tuttavia, una specificazione importante: gli studiosi europei, infatti, definiscono versi quelli che nella poesia islamica sono considerati gli emistichi (i mezzi versi): quando parlano di una poesia di 80 versi, quindi, bisognerà intendere di 40 versi doppi, se di 30 versi, 15 versi doppi. Questa singolare abitudine è invalsa anche nella trascrizione delle poesie, dove gli emistichi sono riportati l'uno sotto l'altro, come fossero versi autonomi, dando l'impressione (poiché in genere il primo emistichio non ha rima) che il componimento sia a rime alternate (a, b, a, c, a, d, a, e...), ma non è così: i versi sono doppi e ogni secondo emistichio del verso rima con il precedente: tutti i versi, quindi, rimano fra loro (b-a, c-a, d-a, e-a...). Questo accade anche nel mathnavi (poema), che non è composto a rime baciate (a, a, b, b, c, c...), come si dice, ma tutti dove gli emistichi rimano fra loro e ogni verso ha una nuova rima (a-a, b-b, c-c, d-d...), anche se gli emistichi appaiono trascritti spesso l'uno sotto l'altro come versi autonomi. Eccezione è il robai (quartina), chiamata così dai persiani perché, anche se costituita originariamente da due versi doppi (con schema: a-a, x-a), ogni emistichio finì per venire considerato come un verso indipendente (come: a, a, x, a) già in età antica, ma è eccezione. Solo dopo la fine dell'età classica, nel XIX secolo, e la fine dell'Impero ottomano, con l'adozione dell'alfabeto latino e l'epurazione del turco dall'influenza persiana anche la metrica si è liberata delle forme persiane per tornare o alla metrica sillabica o approdare direttamente allo metro libero.
- I temi della poesia classica turca sono presi dalla poesia persiana, la quale, a sua volta, era quasi interamente incentrata su una lettura mistica dei temi della scuola araba di Baghdad. Anche qui, come nella poesia persiana, la poesia è imprescindibile dalla religione islamica, specie mistica: il poeta ritrae sé stesso come un reietto e la sua poesia è sotto l'etichetta del malamat (biasimo) della gente che lo evita. Il vino diviene metafora di una conoscenza superiore, platonica ed erotica, e il monastero cristiano viene a legarsi al tema della coppa mistica detta Giam (mito che giungerà in occidente nel Graal) legata, a sua volta, al mitico sovrano Giam e al suo calice 'che vede il mondo' (Giam-e Giam). A questi temi si lega ancora la figura del coppiere (saki) o del cantore (moghanni), protagonisti di due capolavori immortali della poesia persiana: il Sakinamè e il Moghanninamè di Hafez (XIV secolo) che si ritrova anche nella poesia turca.
- Questi sono solo alcuni dei temi principali che informano la poesia turca e sono presi di peso dalla poesia persiana. La poesia turca rispetto a quella persiana presenta la novità di una forte componente mistica. Per meglio dire, di mistica sufi: gran parte della poesia persiana è mistica, infatti, ma non tutta, né è di sola mistica sufi, mentre nel caso della poesia turca la mistica sufi ha un ruolo di assoluto rilievo: gran parte della vita del grande mistico persiano Gialal al-Din Rumi, d'altronde si spese proprio nel Sultanato di Rum, ed era impossibile altrimenti. A lui si aggiungono anche molti altri esponenti dell'hurufismo, movimento religioso che ha avuto seguaci anche nelle lettere turche. Tra i maggiori poeti mistici che costellano la poesia turca si ricordino almeno: Ali-Shir Nava'i, Mascrab, Nesimi, Yunus Emre e Ghalib Dede.

### I principali generi letterari della poesia classica
- L'ode panegiristica detta qaṣīda. La qasida è il genere principe della poesia prima araba e poi persiana: è un'ode panegiristica che conta dalle poche decine alle centinaia di versi. Tutti i versi sono doppi e rimano fra loro, tranne il primo, nel quale rima anche il primo emistichio (schema: a-a, b-a, c-a, d-a...).

- Anche il ghazal è un tipo di componimento di origine araba, ma è sostanzialmente creazione persiana (si ricordino almeno i nomi di Saʿdi e Hafez, destinati a influenzare fortemente la poesia turca). Esso nasce come una variazione della qaside: la qaside si apre infatti con un preludio amoroso (nasib) che lentamente, intorno al IX secolo, è diventato un genere indipendente, il ghazal appunto, di carattere bacchico o erotico. È un tipo di componimento breve, dai 5 a 15 versi, tipo un sonetto, che ha conservato lo stesso schema rimico della qasida: tutti i versi sono doppi e rimano fra loro, tranne il primo, nel quale rima anche il primo emistichio (a-a, b-a, c-a, d-a...). Nell'ultimo verso, nella struttura classica persiana almeno, il poeta inserisce a mo' di firma il proprio pseudonimo poetico (takhallos). In genere nel ghazal il poeta si atteggia ad amante mistico (ʿasheq) di un'innominata e pressoché ineffabile persona amica, in genere il coppiere o il cantore, dalle sfuggenti fattezze, in cui si son voluti riconoscere personaggi disparati, i più frequenti e tradizionali dei quali sono il principe-patrono e la Divinità.

- Il mathnavi è un'invenzione della poesia persiana, assente in quella araba. Esso corrisponde al poema lungo, dalle centinaia di versi fino alle decine di migliaia: è in versi doppi, dove ogni verso ha una rima diversa e gli emistichi rimano fra loro (a-a, b-b, c-c, d-d...) e può essere di vario argomento (epico, romanzesco, mistico, didattico ecc.). Nella poesia turca saranno evidenti i modelli persiani di Firdusi (m. 1020), autore dello Shāh-Nāmeh, di Nezami  (m. 1204), autore di una celebre Khamse (Quintetto, di poemi), Sana'i di Ghazna (m. 1141), autore del Ḥadīqa al-Ḥaqīqa (il Giardino della Verità) e di un Settetto di poemi, di Farid al-Din 'Attar di Nishapur (m. 1230 ca.), autore del famosissimo Verbo degli uccelli, di Sa'di di Shiraz (m. 1291), autore del Bustan (Il giardino), e soprattutto di Gialal al-Din Rumi, autore del Mathnavi-ye Maʿnavi (Poema spirituale), vertice della poesia mistica persiana il quale visse in Anatolia, nel Sultanato di Rum.

- La quartina persiana (robaʿi) è un componimento breve formato da quattro versi (a, a, b, a; oppure: a, a, a, a; o anche: a, b, b, a). Come il mathnavi, anche questo genere è ignoto alla poesia araba e si può dire sia un'invenzione prettamente persiana che rivela semmai l'influenza di certa poesia cinese o delle quartine tipiche della poesia indonesiana o dei nomadi d'Asia. Di carattere spesso gnomico-sentenzioso, o talora quasi filosofico, nel genere eccelse ʿOmar Khayyām (m. 1126 ca.). Da ricordare le quartine del santo sufi Abu Sa'id (m. 1048), di Baba Taher (XI secolo) e di Baba Afzal (XIII secolo)

- La quartina turca (tuyugh) risale invece alla poesia preislamica, ma verrà coltivato ancora in età classica. Ha lo stesso schema rimico del robai persiano, ma è strutturato secondo la metrica sillabica turca (non secondo quella quantitativa arabo-persiana), spesso ha rime omofone e conserva il gusto per l'allitterazione delle vocali all'inizio dei versi o anche di diverse parole, gusto che resterà sempre nella poesia turca. A differenza dei persiani, i turchi possono connettere fra loro varie quartine finendo a volte per creare brevi poemetti.

## I. L'età preislamica (secoli VI-X)
La storia dei Turchi inizia in Mongolia dove sorse anticamente l'Impero dei Turchi Celesti (o Göktürk), un impero vasto che comprendeva buona parte dell'Asia orientale e che durò circa due secoli (552-744). I Turchi Celesti conoscevano l'uso di un alfabeto runico (derivato all'aramaico attraverso la mediazione persiana) testimoniato nelle iscrizioni su stele dove sono registrati avvenimenti, ordinamenti legislativi o epitaffi di personaggi celebri. A quel tempo i Turchi erano seguaci dell'animismo o delle varie religione estremo orientali come il buddhismo entro una fisionomia religiosa non ben definita. Non a caso il più antico monumento della lingua turca è traduzione della Sutra del Nirvana (VI secolo) voluta da un imperatore cinese.
Col crollo dell'Impero dei Turchi Celesti, dopo un periodo di incertezza, il potere passò alla tribù degli Uiguri. I quali, dopo la conversione al manicheismo persiano (nel 762), hanno lasciato le Iscrizioni dell'Orkhon (VII-X secolo), su roccia, che raccolgono epitaffi della nobiltà imperiale, e una abbondante messe di inni religiosi in forma di tuyugh (quartine), che si possono considerare le prime testimonianze poetiche in lingua turca. Questi inni sono importanti non solo per conoscere la cultura turca delle origini, ma soprattutto, in letteratura, poiché testimoniano, nella scelta del tuyugh, l'influenza, seppur lontana, sia della poesia cinese ed estremo orientale (dove la quartina è genere diffusissimo), sia, nelle immagini, della poesia araba e persiana allora nascenti. Queste opere sono scritte in alfabeto uigurico (anche questo di origine aramaica tramite mediazione sogdiana), importantissimo, che verrà usato ai turchi ancora a lungo e sarà ufficiale in tanta burocrazia mongola.

## II. L'età classica  (secoli XI-XVIII)
L'età classica inizia con la conversione all'Islam, quando i Turchi, intorno al 1000, si spostarono dalla Mongolia ed entrarono nel cadente impero arabo da secoli persianizzato nella lingua e nei costumi. Essi penetrarono lentamente, come i barbari nell'impero romano: dapprima furono schiavi, soldati, poi condottieri, guardie di palazzo e in ultimo veri e propri sultani soggetti solo formalmente al califfo di Baghdad. Questa è l'era delle grandi dinastie turche e turco-mongole che domineranno per secoli il mondo islamico: i Selgiuchidi (in Persia, in Siria e in Anatolia), i Mamelucchi (in Egitto), i sultani di Delhi (in India) e gli Ottomani (in Anatolia). Ci muoveremo di conseguenza secondo le diverse aree geografiche.

### Età selgiuchide: la corte dei Karakhanidi (1000-1258)
La prima regione dove risorse la letteratura turca fu all'estremo oriente del cadente impero arabo, presso la corte dei principi Karakhanidi, la prima dinastia turca musulmana. Essa regnò in Transoxiana, spesso a spese dei vicini Samanidi, presso i quali stava nascendo la letteratura persiana. Alla corte karakhanide risalgono i primi quattro testi della poesia classica turca, i fondatori della tradizione. Sono opere in cui il processo di persianizzazione non è ancora totale: anche se i metri sono persiani, infatti, l'influenza islamica è relativa sia nella lingua sia nei temi, e il sottofondo turco è ben evidente.
Il primo è il Diwan lughat at turk (Divano delle lingue turche) di Mahmud da Kashgar (1072-1073), che non è un canzoniere, come sembrerebbe dal nome (Diwan), ma un lessico molto accurato e chiosato che ha lo scopo di insegnare il turco, ormai lingua diffusa evidentemente, agli arabi e ai persiani. Il testo è oltremodo importante poiché riporta molti versi della poesia preislamica, ben 230 frammenti, spesso tuyugh di argomento vario, sia guerresco, sia amoroso, sia primaverile.
Il secondo è la Qutadghu bilig (Scienza della fortuna, 1069) di uno sconosciuto Yusuf, un mathnavi filosofico-religioso impostato attorno alla ricerca del Sommo Bene. Non è noto se fosse composto in alfabeto uigurico o arabo, ma è certo che il poema presupponga il modello persiano dello Shāh-Nāmeh di Firdusi, composto alla corte samanide 40 anni prima, dal quale prende anche la struttura metrica (il metro mutaqarib). L'opera di Yusuf è stata fondamentale nella poesia turca poiché stabilì le regole della metrica classica, di modello persiano, attraverso un processo di mediazione e di adattamento fra le due lingue difficile e da lui risolto con intelligenza.
Il terzo è Atabatu l-haqaʾiq, di un ignoto maestro Adib Ahmad, un altro mathnavi ma didattico, in distici (parti introduttive) e in tuyugh (nelle parti restanti di argomento morale)
Il quarto sono dei tuyugh popolari da ricondursi alla confraternita sufi fondata da Ahman (m. 1166), che testimonia sia l'influenza del sufismo e della mistica fin dalle origini, sia la resistenza della quartina preislamica in àmbito religioso.

### La prima età mongola: Hulagu e i successori (1258-1380)
Intorno al 1220, morto da poco Gengis Khan, i mongoli ripresero la conquista dell'Asia. Hulagu, nipote di Gengis, invase la Persia e nel 1258 uccise l'ultimo califfo ponendo fine al secolare impero arabo. Egli poi si incoronò khan (re) di Persia, creando un regno di circa 120 anni nelle mani dei successori Il-khanidi. Questa età, come la successiva, segna nella letteratura persiana l'età dello splendore: vivono ora i poeti immortali come Nizami, Hafez, Gialal al-Din Rumi, Saʿdi e altri ancora la cui influenza sui turchi sarà assoluta.
Nelle lettere turche si ricordano un ignoto Qutb, autore di una traduzione del mathnavi Cosroe e Scirin (1340) di Nizami (m. 1209), e Khwarizmi, autore del famoso Muhabbat namè (Libro dell'amore) nel 1353, un mathnavi intervallato da ghazal, un unicum, da considerarsi una gloria delle lettere turche, poiché tra le opere più riuscite dell'intera lirica erotico-mistica islamica.
Monumento della prosa di questa epoca è la Leggenda di Oghuz Khagan (400 righe) dove l'eroe dell'eponima stirpe turca è figurato come un mito cosmogonico.

### La seconda età mongola: Tamerlano e i successori. L'affermazione del chagatai (1380-1501)
Una nuova fase inizia nel 1380, col grande Tamerlano (Timur-lang, Timur lo zoppo), signore di Samarcanda che, abbattuti i discendenti di Hulagu, riconquistò per sé tutta la Persia facendo della propria capitale un importante centro culturale. Alla sua morte, il vasto impero andò ai suoi discendenti (detti Timuridi), sotto i quali la Persia ebbe un periodo di prosperità. Prima Samarcanda e poi Herat, infatti, divennero splendide capitali dove visse anche il celebre poeta persiano Giami.
Gran parte della letteratura turca di questa è epoca è composta in lingua chagatai e per questo essa è detta ciagataica. I chagatai erano una delle molte tribu turche: essi avevano guerreggiato un tempo sotto uno dei figli di Gengis Khan, Chagatai appunto, da cui avevano preso il nome, e poi erano confluiti nelle armate di Tamerlano. Le truppe chagatai, tuttavia, avevano un trattamento speciale rispetto alle altre: tradizioni proprie, vestiario proprio e una lingua propria, ed erano molto influenti. Quando i discendenti nomadi di Tamerlano si inurbarono, i chagatai divennero parte delle nuove élite cittadine e la loro lingua strumento della letteratura d'arte. Ricorrente in questa epoca è ancora l'uso dell'alfabeto uigurico, tipica dell'amministrazione mongola, invece dell'arabo.
Si ricordano in chagatai il poeta Khugiandi (Qujandi), autore del Latafat name (Libro della leggiadria), un mathnavi ispirato dal Libro dell'Amore di Khwarizmi; Khaydar Kwarizmi, autore del Makhzanu'l asrar (Il tesoro dei misteri), riscrittura dell'omonimo mathnavi di Nizami e di una qasida in caratteri uigurici in lode del sultano di Shiraz, Iskandar; si ricorda ancora Giuseppe e Zulayka, mathnavi di autore ignoto ispirato all'omonimo mathnavi del persiano Giami.
Poetarono in chagatai anche tre importanti poeti turchi: il primo è il sultano Husayn Bayqara, autore nel 1491 di un Diwan (Canzoniere); il secondo è Lufti (1366-1462), autore di canzoni (surud) di ispirazione popolare, di numerosi tuyugh e di un mathnavi allegorico intitolato Gul u nauruz (1334); il terzo è Ali-Shir Nava'i (1441-1501), di stirpe uigurica che, anche se non appartenente all'élite chagatai, ebbe come maestro lo stesso Giami che lo guidò nella lettura delle opere sufi di Eraqi e Ibn Arabi, commentati da Giami stesso. Di Ali Shir ci restano quattro Canzonieri, un Quintetto di mathnavi sul modello della Khamsa di Nizami, un mathnavi allegorico intitolato La lingua degli uccelli, preso dall'omonimo poema di Farid al-Din 'Attar, e il Mahbubu'l-qulub (L'amico dei cuori), opera in prosa ritmica sul modello del Gulistan di Saʿdi. Si aggiunga una breve prosa intitolata Muhakamatu'l lughatayn (Il giudizio delle due lingue), il persiano e il turco ovviamente, in cui Ali Sc'er discute la storia della poesia turca rilevando una linea che va da Lufti, Husayn Bayqara fino a sé stesso. La fama di Ali Sc'er fu immensa in tutto il mondo islamico fino alla fine dell'età classica ed impose l'uso del chagatai in gran parte del mondo turco per secoli.
A questo periodo risale anche Le vicende di Babur, capolavoro della prosa chagatai composto dallo stesso Babur (1483-1530), signore dell'Afghanistan che spodestò gli ultimi Sultani di Delhi e fondò la dinastia Moghul.

### L'età safàvide (1501-1722)
Nel 1501 il potere dei Timuridi venne abbattuto da più parti: dai Safavidi, intenti a restaurare la Persia come regno autonomo, e dagli Uzbeki, feroci orde di stirpe turco-mongola scese dal Khanato dell'Orda d'Oro. I letterati, specie turchi, sciamarono nelle diverse zone sebbene non in tutte le lettere turche allignarono. In India, ad esempio, non accade, e in età Moghul si usò solo il persiano nelle lettere, mentre, al contrario, presso i tatari di Kazan', sul Volga, vi fu una folta produzione islamica in chagatai con elementi tatari.
Gran parte di questi tre secoli, poveri invero, è occupata dalla poesia religiosa di Haydar Dughlat (1499-1551), di Allah Yar (m. 1720) e del famoso Mascrab (m. 1711), santo malamat, biasimato, che finì impiccato a Balk.
Nel XVII secolo si annoverano i ghazal dell'uzbeko Huvayda, le poesie galanti, sul modello di Ali Shir, di Pahlivan Quli (detto Ravnaq), e il Diwan di Sc'er Muhammad (1778-1804).
Nel XIX e nel XX secolo si ricordano due imprese editoriali: un'antologia di poeti chagatai edita a Tashkent nel 1902 venuta fuori dal cenacolo letterario del khan Umar (1812-1821), e una seconda antologia, stampata sempre a Tashkent, nel 1909, da Ahmad Tabibi, medico di corte. Ma queste due imprese editoriali fondano ormai la letteratura uzbeka moderna.
Nella prosa sarà da ricordare Abu al-Ghazi Bahadur (m. 1663), khan del Khwarizm, autore di uno scritto sull'origine di Turcomanni (1659) e del semi-leggendario Sciagat-i turk (Albero genealogico dei turchi, trovato in Siberia nel 1771).

### L'età mongola: Tamerlano e i successori. L'affermazione del turcomanno (1380-1501)
Come l'età dei Timuridi aveva segnato l'affermazione della letteratura in turco chagatai, così essa corrisponde all'affermazione della letteratura in turcomanno. Il quale appartiene a un altro ramo sia etnico sia linguistico della famiglia turca rispetto al chagatai, quello oghuz. Gli Oghuz sono una stirpe turca nominata già nei testi preislamici, la terza per importanza accanto ai chagatai e agli uiguri.
Alla stirpe oghuz apparteneva infatti Seljuk, fondatore della dinastia dei selgiuchidi: quando suo nipote Toghrul Beg, intorno al 1000, invase il morente impero arabo, orde oghuz lo seguirono e si installarono come dinastie indipendenti in Persia, in Siria, in India, in Egitto, dove crearono dei sultanati solo formalmente soggetti al califfo di Baghdad. Le dinastie selgiuchidi e il califfato caddero assieme nel 1258, quando il mongolo Hulagu, nipote di Gengis Khan, conquistò Baghdad e si incoronò khan (re) di Persia, dando vita a un grande khanato, che fu diviso fra i suoi successori (detti Ilkhanidi) nel quale i turchi oghuz si fusero sempre di più con i mongoli (e con i chagatai).
La letteratura in lingua turcomanna inizia, come quella chagatai, nel 1380, con il grande Tamerlano, il cui impero alla morte si disgrego' in una miriade di regni turco-mongoli. Nella letteratura turca, particolare importanza hanno le due dinastie che regnarono in Azerbaigian, quella del Montone Bianco e quella del Montone Nero, che diedero grande impulso alla poesia in turcomanno, specie di orientamento sciita e hurufita, come si vede nella produzione del sovrano azero Giahangir (m. 1467), che fu in corrispondenza con Giami, in Habibi, sempre azero, vissuto a cavallo del Cinquecento, che terminò in suoi giorni presso la corte safavide, o nel celebre Nesimi, seguace dell'hurufismo, che nel 1404 fu fatto scorticare vivo ad Aleppo. Risalgono a questo periodo anche i ghazal di Asan Ogli, del Khorasan, autore anche di poesie persiane.
Poiché la maggior parte dei poeti in questa fase visse in Siria, Iraq e soprattutto in Azerbaigian (o è azera di origine), come detto, la letteratura di questo periodo è detta anche azera.
Monumenti della prosa di questo periodo sono due opere: la prima è l'Epopea Oghuzo-turcomanna, un insieme di 12 racconti in prosa ritmica intervallati da versi e recitati dai cantori ambulanti. Nell'opera si narrano le origini mitiche del popolo turco. La seconda è la biografia di Maometto (1338) di Mustafa Zarir (1390-1517), vissuto nell'Egitto dei Mamelucchi, dove l'oghuz era lingua nota, vista la dominazione turca là iniziata dal 1250. L'opera è in gran parte traduzione dalla biografia del persiano Al Basri.

### L'età safavide (1502-1722)
Il potere degli ultimi timuridi venne abbattuto da un'altra dinastia azera destinata a far risorgere, dopo nove secoli, il regno di Persia, quella dei Safavidi, guidata da Scià Isma'il I (m. 1524), che fece convertire i persiani allo sciismo. Anche questa età è molto vivace nelle lettere turcomanne, ma si svolge prettamente in Persia, non in Azerbaigian: questo non solo perché la nuova dinastia in Persia è turca, ma perché la poesia persiana di questo periodo si svolge interamente in India, tra Delhi e Lahore (nella poesia persiana l'età safavide è definita infatti come età dello "stile indiano").
Tra i primi poeti in lingua turca di questa età bisogna, infatti, ricordare lo stesso Scià Isma'il I, che scrisse in turco- azero un vasto Diwan di qaside e ghazal, e il celebre Fuzûlî (1483-1556), forse il più grande poeta turco islamico. Anche lui di origine azera, visse tutta la vita a Baghdad, prima sotto la protezione di Ismail e poi sotto quella di Solimano il Magnifico che nel 1534 conquistò la città e la inglobò al nascente impero ottomano. Egli è autore di un cospicuo Diwan e di un mathnavi erotico-mistico intitolato Leyla e Magnun, ispirato all'omonimo poema di Niẓāmi, famosissimo in tutto il mondo turco.

### La decadenza (1722-1925)
Con la fine dei Safavidi la Persia cambia bruscamente situazione politica. Nel 1722 il paese fu invaso dagli Afghani che crearono un governo effimero, al termine del quale prese il potere Nadir Shah (1722-1747), il grande conquistatore, che riuscì a riportare la Persia all'indipendenza. Alla sua morte prese il potere la dinastia Zand (1748-1794) e poi la dinastia Qajar (1794-1925), mentre il paese scivolava nella decadenza.
Un risveglio dell'attività letteraria turca si ebbe nel 1700 particolarmente in Azerbaigian, non solo con le lamentazioni sciite, ma con una serie di bravi poeti di ispirazione popolare come Vaghif (1717-1797), padre della poesia azera moderna, che si rifà a sua volta agli asciugh, canti popolari in metro sillabico.

### a) L'età selgiuchide: il Sultanato di Rum (1075-1307)
Con l'entrata dei selgiuchidi in Persia orde di turchi oghuz dilagarono per l'impero arabo e ne divennero i signori. Alla fine, nel 1071, i Selgiuchidi padroni della Siria attaccarono Bisanzio, a Manzicerta, vinsero, e fondarono in Anatolia il Sultanato di Rum, primo stato turco politicamente autonomo, che durerà fino al 1307.
Questo periodo ha un carattere di incubazione per la poesia turca anatolica: la scena letteraria del tempo, infatti, è dominata dal celeberrimo mistico persiano Jalal al-din Rumi (m. 1273) e da suo figlio Sultan Valad che vissero a Konya, dove fondarono il movimento dei dervisci danzanti. Le lettere turche d'Anatolia infatti sono caratterizzate da un tono più spiccatamente mistico di quella in chagatai o in turcomanno, ed è evidente, in maniera ancora più marcata, l'influenza di Hafez nella lirica e di Niẓāmi nella narrativa in versi, oltre che di Rumi ovviamente.
In questa epoca le lettere turche non creano nulla, ma traducono da autori persiani: importanti sono la traduzione di Khalil e Dimna o quella in prosa dello Shāh-Nāmeh di Firdusi voluta dai selgiuchidi stessi.

### Periodo formativo (1307-1453)
Con 'periodo formativo' si intende l'arco di tempo che va dalla presa del potere della dinastia ottomana nel Sultanato di Rum (1307), fino alla conquista di Costantinopoli, cioè alla fondazione dell'impero ottomano (1453). La letteratura dell'età ottomana è composta in turco (propriamente inteso), appartenente anche esso, come il turcomanno, al ramo delle lingue oghuz.
Il turco si divide a sua volta in turco ottomano e in turco moderno: il primo è la lingua dell'amministrazione dell'impero ottomano e della grande poesia dell'età imperiale, quasi interamente costituita di persianismi e di adattamenti dal persiano; il turco moderno invece è la lingua dell'odierna repubblica turca (dal 1922), epurata dall'influsso persiano e scritta in alfabeto latino.
Il primo grande nome della letteratura turca anatolica è il mistico Yunus Emre (1307?-1320?), celebre sufi che, come rivela il nome emre, era probabilmente una sorta di menestrello, un pazzo di Dio come Jacopone da Todi. Egli ha lasciato una vasta serie di ghazal di ispirazione mistica che lo rendono ancora oggi un punto di riferimento nella poesia e nella religione. Accanto a lui si ricordano Suleyman Gulscehri, autore nel 1317 del Mantiqu't ta'ir  (Il verbo degli uccelli), rivisitazione dell'omonimo poema del persiano Attar; Asciq Pasha, autore del mathnavi detto Gharib namè (Il libro del peregrino) del 1330, che ricorda la poesia del persiano Sana'i; il cadì Burkhaneddin, poeta in arabo, in persiano e in turco e autore di un Diwan nel 1393 di imitazione persiana, ma che contiene anche tuyugh.
Nella lirica si ricordano: Ahmed Da'i, autore nel 1413 di un ricco Diwan; Sceykhi (1430 ca), di ispirazione sufi, autore di un Diwan, di una riscrittura del mathnavi Cosroe e Scirin di Niẓāmi: Suleyman Celebi, autore nel 1409 di un celebre poema intitolato Vesiletun'n-negiat (Il natale del profeta), opera colta che trae ispirazione dai canti popolari intonati per la festa del Mevlid, il genetliaco di Maometto.

### Età classica (1453-1566)
Con età classica si intende il periodo che va dalla fondazione dell’impero ottomano, cioè dalla conquista di Costantinopoli del 1453, alla morte di Solimano Il Magnifico nel 1566, ed è l’età dell’oro dell'impero ottomano.
Continua la poesia l'imitazione di Hafez e Nezami: vive ora infatti Sudi, nel XVI secolo, originario della Bosnia ottomana, massimo interprete e commentatore di Hafez.
Tra i principali poeti di questa epoca si possono ricordare Ahmed Pascia (m. 1498), Negiati (m. 1509), grande innovatore capace di comporre versi senza parole arabe e persiane, il sultano Gem (1459-1495), figlio di Maometto II, che verseggiò Gemscid e Khurscid del persiano Salman di Save; Mesihi (m. 1512), originario dell’Albania, autore di un celebrato Divan e di un famoso poema in cui si fa cantore di maschili bellezze. Sempre di imitazione persiana sono anche i poeti bacchici Revani (m. 1523), autore del Sicret namè (Libro del convito), Zati (m. 1546), seguace di Negiati, e Khayali (m. 1556), derviscio di Salonicco. Il principale poeta di questo periodo è però Bâkî (m. 1600), il ‘sultano dei poeti’, poeta ufficiale di almeno quattro sultani considerato il vertice della lirica ottomana classica.
In prosa si ricordano lo storico Sa'deddin (m. 1599) autore di una Corona delle storie che glorifica la dinastia regnante, e le opere di Tursun Bey (m. 1488) e di Kemal Pascià Zade, autore delle cronache della casa di Osman.

### Età post classica (1566-1703)
In poesia si continua la lezione di Baki, come in At’ai (m. 1634), autore di un Sakinamè ispirato a Hafez, o Yahya (m. 1634), autore di ghazal, ma la maggior parte dei poeti di questo periodo imita lo stile indiano di moda presso la coeva poesia persiana: tra di essi si ricordano Nai'li (m. 1666), Néfi (m. 1635), Na’bi (m. 1712) e Sabit (m. 1712).
Appartengono all'epoca postclassica anche i due grandi prosatori Evliya Çelebi (m. 1690) e Katib Celebi (m. 1657). Il primo gran viaggiatore e attento osservatore che fissò i suoi ricordi di 40 anni di viaggi al seguito di principi ottomani, che lo portarono anche in Europa, da Vienna alla Svezia, in un memorabile Seyahat-name (Libro di viaggi) la cui prima parte è un'importante descrizione della Costantinopoli del tempo. Il secondo invece (detto Hajji Khalifa, e conosciuto anche in Europa come Qalfa, m. 1657), fu bibliofilo, geografo, storico di vastissimi interessi e promotore di traduzioni da lingue europee (tra cui l'Atlas Minor di Gerardo Mercatore e Jodocus Hondt), cui si deve l'inizio dell'occidentalizzazione del sapere scientifico. Si ricordino ancora Hezarfenn (m. 1691), autore di una storia universale, ma anche di trattati di etica e sulla organizzazione dell'impero, e Na'ima di Aleppo (m. 1716).

### Età dei tulipani (1703-1736)
Con età dei tulipani si intende il primo quarantennio del XVIII secolo durante il quale regnarono Ahmed III e il visir Ibrāhīm Pascià. E l'età d'argento dell'impero che annuncia la lenta decadenza e l'imminente europeizzazione.
Appartengono a questo periodo due nomi notevoli: Nedim (m. 1730), giudice professore di madrasa e bibliotecario del gran visir Ibrāhīm Pascià all'epoca del sultano Ahmed III, e il grande mistico Ghalib Dede (m. 1799), appartenente alla confraternita dei sufi Mevlevi e autore di un celebre poema allegorico (Bellezza e Amore), entrambi ancora ampiamente influenzati dal lascito persiano.
Da ricordare ancora il novelliere Aziz Efendi di Creta (m. 1798) e il multiforme Seyyid Vehbi (m. 1736), poeta, ma ricordato soprattutto per l'opera in prosa Surname, una ricca descrizione delle feste di corte che si inserisce in un genere a sé stante. Anche in questa letteratura, come del resto nella persiana, gli ambienti in cui poeti e scrittori poterono trovare ampio patronato, e dispiegare così il loro talento, sono riconducibili essenzialmente a quelli cortigiani, in particolare le corti ottomane, e a quelli delle confraternite mistiche.

### La decadenza (1736-1839)
Si ricordano Sunbulzade Vehbi (m. 1809), famoso per una tenzone in 800 versi dai toni spesso osceni tra un pederasta e un donnaiolo che vantano i meriti e vantaggi delle rispettive preferenze, e Gevdet Pascià (m. 1895), che rivestì la carica di "cronista ufficiali" dell'impero.

## L'età contemporanea (secoli XIX-XXI)

### L’età delle riforme (1839-1876)
Il 1839 segna l’inizio delle Tanzimat, le riforme, destinate a cambiare il volto dell'impero ottomano. Le scuole vengono riformate sul modello europeo, nascono le università, il giornalismo e il teatro, il che porta ad una massiccia invasione di italiani e francesi, maestri del palcoscenico. È l’età della traduzione dei famosi romanzieri europei (Fénelon, Defoe, Swift, Voltaire, Lamartine, Dumas padre) e dell’inizio della lenta depersianizzazione della cultura ottomana alla ricerca di una sempre più specifica identità turca, fuori dalle pretese universalistiche dell’impero, che ormai è in sfacelo, e fuori della cultura persiana, che ne è il simbolo.
Pionieri della poesia moderna sono Scinasi (1826-1871), che studiò a Parigi ed è il padre del teatro turco, e Ziya Pascià (1825-1880), anche lui fuggito ed educato in Europa.

### L’età romantica (1876-1922)
Il Romanticismo sorge alla fine del secolo, in gran parte sotto il sultanato del severo Abdul Hamid II, con grande ritardo rispetto all’Europa. È anche questa un’era di grande rinnovamento nella quale le idee romantiche di popolo, folklore, tradizione nazionale alimentano il malcontento verso l’ideologia universalistica difesa dalla cadente dinastia ottomana. Scoppia impellente la questione della lingua, ovviamente.
Contro la dinastia e contro la tradizione persiana, alcuni cercano nuove vie attingendo ai generi stranieri, specie francesi (creando la novella, il romanzo e il teatro in turco, o guardando alla poesia moderna del Parnassianesimo o di Charles Baudelaire), mentre altri, di linea nazionalista, tornano alla poesia popolare preislamica, in metro sillabico. Il movimento nazionalista si riunirà attorno al partito dei Giovani Turchi (1908), di idee liberali e costituzionali, capitanato da Mustafa Kemal Atatürk, destinato a prendere il potere dopo la prima guerra mondiale e a fondare la moderna Repubblica Turca.
Tra i poeti di questo periodo vi sono Namiq Qemal (n. 1840), appartenente ai Giovani Turchi, che viaggiò in Europa e fu autore del romanzo Intibah (Il risveglio, 1876), Abdulhaq Hamid Tarkhan (1851-1937), un mevlevi, autore di tragedie, del poemetto Sahra (Campagna, 1879) e di numerose poesie in morte della moglie (Queste son lei, 1885).
Alla coeva poesia francese, specie al Parnassianesimo e al Simbolismo, si collega invece la figura di Rega’i Zade Ekrem (1847-1914), il primo a porsi domande di estetica romantica e a tentarle di risolvere in maniera sistematica, autore dell’opera Tefekkur (Meditazioni, del 1888). I seguaci delle sue idee si riunirono attorno alla rivista di poesia Servet i funun (Patrimonio delle scienze) continuando a usare una lingua preziosa ancora piena di persianismi. Attorno a Servet i funun ruota anche Tevfiq Fikret (1867-1915), autore della famosa invettiva contro il potere sultaniale Sis (Nebbia, del 1902): egli sottopose la metrica a un cospicuo rinnovamento e, pur continuando a usare metri quantitativi, ne inventa di nuovi giungendo a creare anche strutture strofiche fuori della tradizione classica. Accanto a lui si ricordi anche Khalid Ziya (1866-1945), bravo prosatore.
Accanto alla poesia di ispirazione romantica o decadentista straniera, si sviluppa quella nazionalista, come accennato, per la quale si ricordano Mehmed Emin (1869-1944), autore di poesie in puro turco, e Ziyia Gok Alp (1875-1924), autore del poemetto Turan (1911), dedicato alla mitica patria di origine dei turchi (Tūrān, appunto).
Nel 1909 nasce il movimento delle Giovani penne dove confluiscono gli intellettuali delusi dalla riforma di Servet i funun: essi si riallacciano alle idee turaniche di Gok Alp e propugnano il ritorno alle glorie altaiche e asiatiche della stirpe turca: usano per questo solo lingua schiettamente turca e la metrica sillabica. Il programma delle Giovani penne venne applicato e divulgato dal famoso Ömer Seyfeddin (1884-1920), autore di novelle di successo come La bomba o L’arcobaleno, che finirà per ricevere l'appoggio dei Giovani Turchi.
Il carattere del movimento divenne rapidamente sciovinista ed altri scrittori, molti dei quali, come Yakup Kadri Karaosmanoğlu, erano stati parte del movimento Fecr-i Âtî, iniziarono ad emergere all'interno della matrice del movimento di letteratura nazionalista per opporsi a questa tendenza. Alcuni degli scrittori più influenti ad uscire da questo ramo meno di estrema destra del movimento di letteratura nazionalista furono il poeta Emin Yurdakul Mehmed (1869–1944), la novellista femminista della prima ora Halide Edib Adıvar Adıvar (1884–1964) e lo scrittore di racconti brevi Reşat Nuri Güntekin (1889–1956).

### Dalla caduta dell’impero ottomano a oggi (1922-)
Con la caduta dell’impero al termine della prima guerra mondiale (1914-1918) e con la vittoria del nazionalismo di Atatürk, la neo repubblica turca viene modernizzata secondo un preciso programma culturale. Atatürk cerca, infatti, di trovare alla Turchia una specifica identità culturale laica e nazionale, lontana sia dalla tradizione sovranazionale ottomana e persiana, sia dalla società europea, della quale però vuole importare la scienza e i modelli culturali.
L'età della Turchia repubblicana si caratterizza per la fine dell’egemonia culturale persiana, quindi, iniziata con una decisione brusca: l’abbandono dell'alfabeto arabo in favore di quello latino nel 1928, e una massiccia epurazione della lingua dai prestiti persiani e arabi, spesso sostituiti da adattamenti dal francese. Ciò determinò un autentico trauma non solo nella storia letteraria, ma anche più in generale in quella culturale del paese. Nel giro di una o due generazioni i turchi furono separati dalla loro ricca e variegata tradizione letteraria di epoca ottomana, semplicemente perché non più capaci di leggere una lingua che si era espressa in un altro alfabeto, quello arabo.
Come intuibile da ora, il problema della conciliazione delle ‘due anime’ della Turchia contemporanea - quella volta all'Europa e alla modernità e quella che guarda nostalgica al passato islamico e prerepubblicano - sarà tipico delle letteratura repubblicana, ancora oggi ben vivo. La massiccia europeizzazione infatti ha solo portato alla rivalutazione del folklore turco preislamico (e panturco) e ha oltremodo enfatizzato il rapporto della Turchia con le correnti letterarie europee, soprattutto francesi.
La tradizione turca repubblicana infatti poggia a monte sulle idee nazionaliste e puriste di Gok Alp e di Ömer Seyfeddin, e viene proseguita dal grande Mehmet Fuad Köprülü (1890-1960), allievo di Alp, eminente storico della Turchia, ancora oggi punto di riferimento essenziale. Tra i poeti si ricordano Ahmed Hascim (1885-1993) di Baghdad, educato al simbolismo, ma poi autore originale di molte raccolte (Poesie alla luna, Gli uccelli del lago), Yahya Kemal (1885-1958), di Skopje, ma formatosi a Parigi. Nella prosa Khalide Edib Adivar (n. 1883), una donna, autrice dei romanzi Khandan (1912) e Sinekli baakal (1936) e Yaqub Qadri, del Cairo (n. 1888), autore del romanzo Nur baba (1922). Nel XX secolo si affermò quindi il romanzo moderno cui un importante esponente fu Oğuz Atay.
Il problema della conciliazione delle ‘due anime’ della Turchia contemporanea è tornato alla ribalta negli Anni '80. Tra i numerosi autori contemporanei, tra cui è d'obbligo citare almeno Yakup Kadri (Terra matrigna, Mondadori, Milano 1941), Yashar Kemal, Irfan Orga (Una famiglia turca, Passigli, Milano 2007), il celebre poeta Nazım Hikmet (m. 1963) e Orhan Pamuk (Premio Nobel 2006), i due scrittori turchi contemporanei più famosi e tradotti. Anche le tematiche di genere hanno conosciuto notevole sviluppo negli ultimi decenni, basti citare qui, tra le autrici note anche in traduzioni in lingue europee, Latife Tekin (Fiabe dalle colline dei rifiuti, Giunti, Firenze 1995), Perihan Magden (Due ragazze, Lain, Roma 2005), Buket Uzuner (Ada d'Ambra, Sellerio, Palermo 2003); pur tra difficoltà e autocensure, cominciano anche a essere tematizzati i delicati problemi interetnici, riconducibili essenzialmente alla questione del genocidio armeno del primo '900 (come il romanzo di Fethiye Cetin, Heranush, mia nonna, Alet, Milano 2007, oppure quello di Elif Shafak, La bastarda di Istanbul, Rizzoli, Milano 2007), e alla più recente questione dell'irredentismo curdo (come il romanzo di Zülfü Livaneli, Felicità, Gremese, Milano 2007). Çiler İlhan è, invece, la prima scrittrice turca ad aggiudicarsi, nel 2011, il Premio letterario dell'Unione europea con la serie di racconti Sürgün.

## I turco-tedeschi
A seguito della forte emigrazione turca sin dagli anni '60 in Europa e segnatamente in Germania (oltre tre milioni di turchi attualmente), esiste ormai una notevole leva di scrittori turco-tedeschi, di formazione europea, tra cui ad esempio Feridun Zaimoğlu (Schiuma, Einaudi, Torino 1999) o Jakob Arjouni (Happy birthday, turco!, Marcos y Marcos, Milano 2009) o Yadé Kara (Salam Berlino, Edizioni e/o, Roma 2005) che si esprimono preferibilmente nella lingua di Goethe, trattando nuove tematiche connesse ad esempio con i problemi dell'emigrazione, dell'integrazione, dei rapporti interculturali e interreligiosi.

## Premi Nobel per la letteratura di lingua turca
- Orhan Pamuk (2006, Turchia)